# 池坊短期大學
池坊短期大学（日语：／ Ikenobo Tanki Daigaku *），简称池短或池坊，是一所位于日本京都府京都市下京区的私立短期大学。

## 概要

### 简介
- 短期大学为于1952年开办[1][2]、由学校法人池坊学园经营。「和」･「美」为学园训[3]。

### 历史
- 1952年 池坊学园短期大学成立并同时设置两个学科、以下列举[2]。
  - 服饰科
  - 日文科
- 1962年 服饰科改名为生活科学科[2]。
- 1966年 改校名为池坊短期大学[2]。
- 1969年 生活科学科改编为家政科[2]。
- 1997年 两个学科改编为、以下列举[2]。
  - 家政科→生活文化学科
  - 日文科→日语日本文化学科
- 2000年 两个学科改编为、以下列举[2]。
  - 生活文化学科→环境文化学科
  - 日语日本文化学科→文化艺术学科

### 宪章
- 请参看池坊短期大学部的标志 （页面存档备份，存于） （日語） 2014年4月13日阅览。

## 学校环境
- 校区：在京都府京都市下京区

## 历任校长
- 松井邦子：现在短期大学校长[4]

## 组织

### 学科
- 文化艺术学科
- 环境文化学科

### 专科
| - 没有 |

### 业余课程
| - 没有 |

## 知名校友
- 本上まなみ：女演员

## 相关链接
- 日本短期大学列表